# Félix García Casas
Félix Manuel García Casas (nacido el 29 de diciembre de 1968 en Madrid), apodado El Trampas, es un ex ciclista español, profesional entre los años 1992 y 2003.
Era un destacado corredor en etapas de montaña, ganando como amateur la Vuelta a Palencia de 1992, aunque se esperaba más de su rendimiento en vista de sus primeros años como profesional. Sin embargo, su rendimiento fue decayendo con el paso de los años, lo que no le impidió obtener buenos resultados en las clasificaciones generales finales de las Grandes Vueltas:
- En el Giro de Italia, fue 12.º en 1997
- En el Tour de Francia, fue 14.º en 2000
- En la Vuelta a España, fue 8.º en 2002

Es padre de los ciclistas profesionales Carlos García Pierna y Raúl García Pierna.

## Palmarés
1995
- Trofeo Comunidad Foral de Navarra

1996
- 1 etapa de la Vuelta a Chile

1997
- 1 etapa de la Vuelta a Chile

## Equipos
- CD Cajamadrid (1989–1991)
- CHCS - Ciemar (1992)
- Artiach (1993-1995)
- Festina (1996-2001)
- BigMat-Auber 93 (2002)
- Bianchi (2003)